# Rewinside
Rewinside (* 2. Dezember 1992; bürgerlich Sebastian Meyer; kurz Rewi; stilisiert rewinside) ist ein deutscher Webvideoproduzent, Livestreamer und Musikproduzent. Bekanntheit erlangte er durch die Veröffentlichung von Let’s Plays auf seinem YouTube-Kanal, der mehr als 3,4 Millionen Abonnenten hat.

## Aktivitäten auf YouTube
Die Hauptkanalvideos handelten früher von diversen Minecraft-Projekten mit anderen YouTubern, Among Us oder Browserspielen. Momentan veröffentlicht Rewinside dort Vlogs, Hide & Seeks und Challenges mit anderen YouTubern, u. a. Julia Beautx, LetsHugo und Joey’s Jungle.
Auf seinem Zweitkanal Rewigang veröffentlicht er Ausschnitte aus seinen Streams auf Twitch.
Auf seinem Drittkanal Rewi Gaming zockt er Spiele, teilweise auch mit anderen Gaming-Youtubern, wie MontanaBlack, Papaplatte, Max Schradin und Paluten.
Er wirkte 2023 in der TV-Serie Die Allerjutsten mit. Seit 2024 beteiligt er sich an der Nachfolgesendung Rinos zusammen mit Marc Eggers, UnsympathischTV, Tim Gabel und Inscope21.
Sein ehemaliger Cutter Tomary, der von 2017 bis 2019 für Rewinside arbeitete und auch als Sidekick in dessen Videos auftrat, ist ebenfalls Webvideoproduzent.

## Aktivitäten auf Twitch
Rewinside veranstaltet meistens einmal pro Woche einen Livestream auf der Plattform Twitch. Die Videoinhalte sind denen auf YouTube oft sehr ähnlich. Mit rund 1.900.000 Followern rangiert Rewinside auf Platz 7 der größten deutschen Twitch Profile (Stand August 2025).
Einmal im Jahr veranstaltet Rewinside einen 24-stündigen Stream. Die Spendeneinnahmen aus diesem Stream kommen einem gemeinnützigen Projekt in Afrika zugute. Dieser Stream wird meist auch von bekannten Unternehmen unterstützt.

## Tätigkeit als Produzent
Rewinside produziert mit Michael Moritz unter dem Namen „notsocool“ Musik und ist in Clubs und auf Events als DJ tätig.
| Jahr | Album             | Titel |
| ---- | ----------------- | --- |
| 2018 | King Of My Castle | King of My Castle (feat. Lucy)                                                                                                |
| 2018 | Zero Ducks Given  | Stories on the Road (feat. Cliff Savage) Where We Start To Missed Flights feat. Die Bullen I’ve Been Waiting feat. Polin Vita |

Rewinside veröffentlicht außerdem unter dem Namen „RaveInside“ verschiedene Tracks.
| Jahr | Album                        | Titel                             |
| ---- | ---------------------------- | --------------------------------- |
| 2014 | Ich Bin Lizardman Song       | Rewinside (feat. M'pire)          |
| 2014 | Dinge Die Ich Mache!         | Rewi (feat. Lukas & Strunzio)     |
| 2020 | Jause                        | RaveInside (feat. Jan Jausemeyer) |
| 2020 | Gewitter im Kopf [Disstrack] | RaveInside                        |

Des Weiteren ist Sebastian Meyer unter dem Alias REWI musikalisch aktiv. Als erstes Single unter diesem Alias veröffentlichte er 2023 ein Drum-’n’-Bass-Remake von Nenas 99 Luftballons.

## Minecraft-Server
Die Volix UG (haftungsbeschränkt), an welcher Rewinside einen Geschäftsanteil in Höhe von 510,00 EUR / 51 % besitzt, betrieb von Ende 2016 bis zum 31. März 2021 ein Minecraft Multiplayer-Netzwerk unter der Domain rewinside.tv. Die restlichen Anteile an der Firma hielten die beiden ehemaligen Administratoren des Netzwerkes Simon Semmler (40 %) und Nikolas Schätzl (9 %). Der Betrieb wurde nach Ankündigung vom 23. März 2021 zum Ende des Monats eingestellt. Der zugehörige Teamspeak-Server wurde noch einige Zeit nach Außerbetriebnahme des Minecraft-Servers weiterbetrieben.

## Privates
Rewinside war seit Ende 2014 mit der YouTuberin Jodie Calussi liiert, die er auf einem Kart-Event kennengelernt hatte. Im Dezember 2019 gab das Paar seine Trennung bekannt.

## Podcast
,,Rewi's Corner´´ ist ein Podcast/Interview Format, welches Rewinside seit Anfang des Jahres 2025 wöchentlich auf allen Socialmedia Plattformen postet. Inhalt der Folgen sind Gespräche im Interviewstil, mit Gästen aus verschiedensten Branchen und Youtuber-Kollegen. Berühmte Gäste im Podcast beispielsweise Ralf Schumacher oder Thomas Gottschalk. 

## Filmografie
Filme
- 2025: Frühling – Mein Geheimnis, dein Geheimnis (als Alfie Schneider)[23]
- 2025: Ein Minecraft Film (als General Chungus, Synchronisation)[24]

Serien
- 2023: Die Allerjutsten
- seit 2024: Rinos